# Gila Schauer
Gila Schauer (* 20. Jahrhundert) ist eine deutsche Sprachwissenschaftlerin. Sie ist seit 2012 Professorin für englische und angewandte Sprachwissenschaft an der Universität Erfurt.

## Leben
Gila Schauer absolvierte an der University of Nottingham den Master of Arts in Anglistik mit Auszeichnung und wurde dort 2005 im Bereich der anglistischen Sprachwissenschaft mit einer Arbeit über die pragmatische Entwicklung von Universitätsstudierenden promoviert.  Von 2005 bis 2012 war sie als Lecturer in der Linguistikabteilung an der Lancaster University tätig. Dort war sie von 2005 bis 2010 auch Direktorin des universitätsweiten Englischprogramms für akademische Zwecke English for Academic Purposes (EAP).
Seit 2012 lehrt sie als Professorin für englische und Angewandte Sprachwissenschaft an der Universität Erfurt. Von 2012 bis 2014 hatte sie die Leitung des  Sprachenzentrums der Universität inne. Von 2017 bis 2019 war sie Dekanin der Philosophischen Fakultät.

## Forschungsschwerpunkte
Gila Schauers Forschungsschwerpunkte liegen in den Bereichen Pragmatik, Zweitspracherwerb, Genderlinguistik, Diskursanalyse, Unhöflichkeitsforschung und Interkulturelle Kompetenz.

## Publikationen (Auswahl)

### Monographien
- Interlanguage pragmatic development: The study abroad context.  Continuum/Bloomsbury, London 2009, ISBN 978-1-84706-520-9.
- Teaching and Learning English in the Primary School: Interlanguage Pragmatics in the EFL context. Springer, Cham 2019, ISBN 978-3-030-23256-6.
- Intercultural competence and pragmatics. Palgrave Macmillan, 2023, ISBN 978-3-031-44471-5.

### Aufsätze
- mit Svenja Adolphs: Expressions of gratitude in corpus and DCT data: Vocabulary, formulaic sequences, and pedagogy. In: System, Band 34 Nr. 1, 2006, ISSN 0346-251X, doi:10.1016/j.system.2005.09.003 S. 119–134.
- Towards a model of group-based cyberbullying: combining verbal aggression and manipulation approaches with perception data to investigate the portrayal of transgender people in seven newspaper articles. 2016, urn:nbn:de:gbv:547-201600661
- „It's really insulting to say something like that to anyone“: An investigation of English and German native speakers' impoliteness perceptions. In Istvan Kecskes, Stavros  Assimakopoulos (Hrsg.), Current Issues in Intercultural Pragmatics. John Benjamins, Amsterdam 2017, ISBN 978-90-272-5679-9, S. 207–227.
- Assessing intercultural competence. In: Dina Tsagari, Jayanti Banerjee (Hrsg.): Handbook of Second Language Assessment. Mouton de Gruyter, Berlin 2017, ISBN 978-1-5015-0086-2, S. 181–202.